# Listas musicales de Polonia
Las listas musicales de Polonia son dos rankings de álbumes y siete de canciones en Polonia, suministrados por ZPAV, la Sociedad Polaca de la Industria Fonográfica Związek Producentów de Audio y Vídeo. El primero, el Top 100, es un gráfico mensual basado en los datos recibidos de los álbumes de las empresas discográficas. El segundo, el OLIS (en polaco: Oficjalna Lista Sprzedaży), es un gráfico semanal sobre la base de datos de ventas al por menor.
El Airplay Chart es proporcionado por Nielsen Music Control Airplay Services. Los 5 mejores lugares de las listas de radios se publica en el sitio oficial de Nielsen cada semana.
Desde 2010, ZPAV publica la versión extendida de Polish Airplay en el sitio oficial ZPAV:
- Airplay Top 20 - la mejor canción popular en las estaciones de música polacas de radio y TV.
- Video Top 5 - la mayoría de los populares videoclips en Eska TV, VIVA Polska, VH1 Polska y 4fun.tv
- Airplay Top 5 - Nuevos - los nuevos sencillos más populares de cada semana.
- Airplay Top 5 - Up! - El mayor salto de esta semana.
- Dance Top 50 - las canciones más populares en los clubes.
- Top Store Chart 50 - las canciones más populares, escuchadas en las tiendas de música y centros comerciales, (dos listas).